# Claudio Parra
Claudio Parra Pizarro (Viña del Mar, 14 september 1945) is een Chileense pianist en componist.
Hij is pianist en toetsenist van de band Los Jaivas, die in 1963 werd opgericht. En wordt beschouwd als een van de belangrijkste in de geschiedenis van de populaire muziek in Chili.

## Biografie

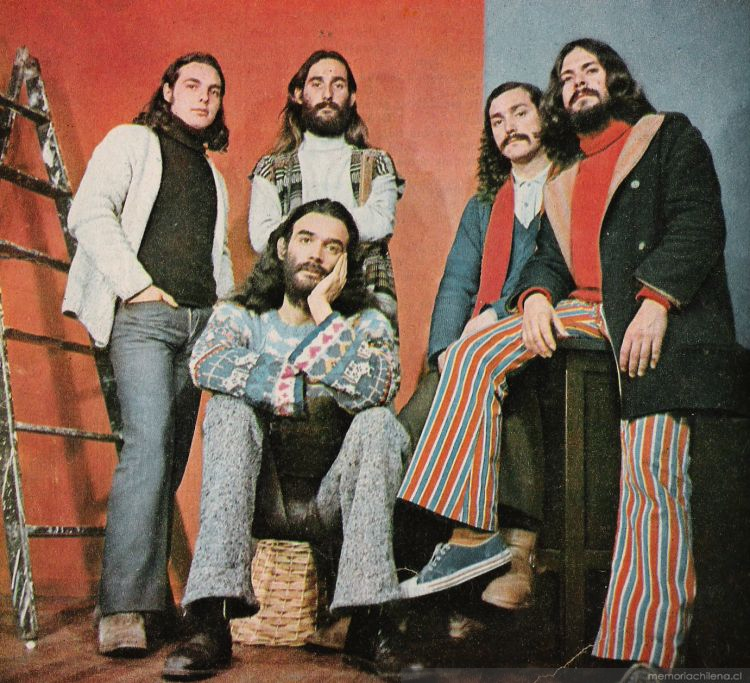
Claudio, tweede van rechts naar links, Los Jaivas in 1972

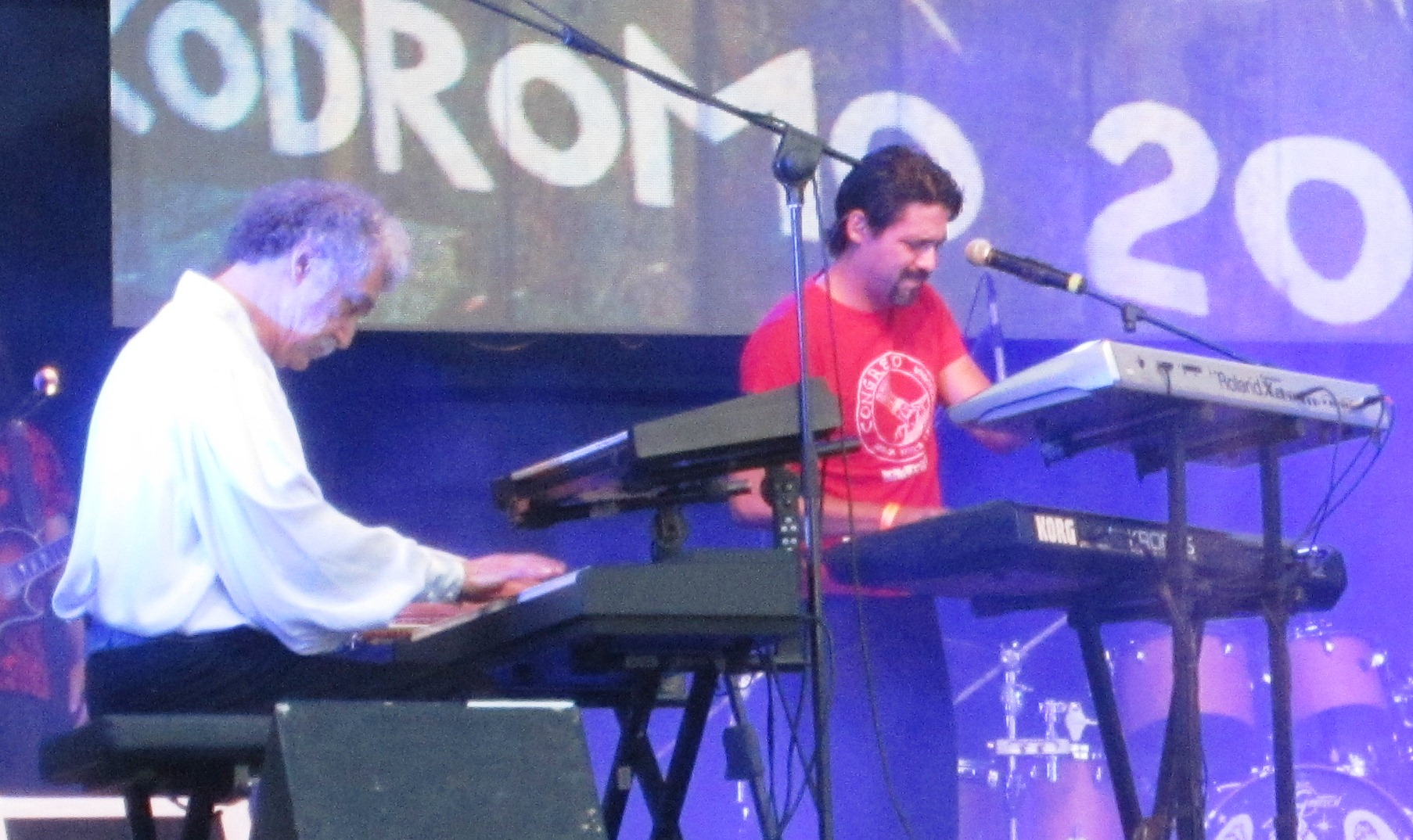
Claudio Parra samen met Sebastián Almarza van Congreso in het Rockódromo Fest 2017 op Plaza Sotomayor, Valparaíso.

Claudio maakt deel uit van de Parra-familie van Viña del Mar, het zijn verre verwanten van Violeta Parra, Nicanor Parra en Roberto Parra. Het is door de vriendschap met Mario Mutis en Gato Alquinta dat de band Los Jaivas ontstond.
De formele toenadering tot de muziek ontstaat onder invloed van twee familieleden: zijn oom Ramón Parra Román ("Oom Moncho"), die een getalenteerd klassiek pianosolist was en zijn tante Gladys, die hem samen met zijn broer Eduardo, naar concerten van het Chileens Symphonisch Orkest bracht en naar voorstellingen van o.a. de grote Chileense pianist Claudio Arrau. Dankzij deze invloeden, begon Claudio klassieke muziektechnieken in zijn pianospel te cultiveren en toe te passen in zijn collectieve muzikale creatie, tussen zijn achtste en twaalfde levensjaar.
Toen 'The High & Bass' (de voormalige naam van Los Jaivas) werd opgericht, speelde Claudio de accordeon. Overtuigd door een professor aan de Technische Universiteit Federico Santa María tijdens zijn ingenieursstudie in 1965, besloot Claudio zijn studie af te breken, naar Santiago te reizen en zich aan te melden bij het Conservatorium van de Universiteit van Chili. Hij leert intensief, slaagt erin het Conservatorium binnen te komen en wordt het enige lid van de band dat een formele muzikale opleiding voltooid. Hij stapt over van de accordeon naar de piano, een instrument dat zijn werk in de van de groep Los Jaivas zal kenmerken en een belangrijk deel van zijn karakteristieke geluid zal definiëren.
Zijn kennis van geleerde muziek heeft er ook toe geleid dat hij de permanente link is tussen de band en de orkesten waarmee ze hebben samengewerkt in hun symfonische invallen. Zoals de nog ongepubliceerde "Letanias Por El Azar", "Los Caminos Que Se Abren", "Corre Que Te Pillo" en het album Mamalluca (1999). Het componeren van melodieën is zijn sterkte en zijn karakteristieke piano is de leidraad voor belangrijke nummers als "La Conquistada", "La Poderosa Muerte" en "Mira Niñita". Hoewel het meer opvalt in progressieve albums zoals "Obras de Violeta Parra" uit 1984 en zelfs in hun compositie "Elqui", die in het album Mamalluca voorkomt. Daarnaast heeft hij ook arrangementen op synthesizers uitgevoerd, zoals het nummer "Amor Americano" van "Alturas de Machu Picchu" uit 1981 en het volledige album "Si Tú No Estas" uit 1989.
Binnen de band is hij de verstokte verzamelaar, degene die het bijgewerkte archief bijhoudt van de concerten en opnames van Los Jaivas, evenals de memoires en de partituren. Door zijn sociabele aard is hij het lid van de groep dat de meeste interviews aan de pers heeft gegeven. De laatste jaren is hij de persoon geworden die verantwoordelijk is voor de presentatie van de nummers tijdens concerten. Na de dood van Gato Alquinta was hij, als "muzikaal directeur" van de groep, degene die de kinderen van Gato, Eloy en Ankatu, voorbereidde om zijn vervanger te worden.
In 2007 werd hem op het Plaza de Armas in Santiago de Chile een eerbetoon betuigd door ingenieur Carolina Hernández.
Hij is het enige bandlid die al vanaf het begin ononderbroken in Los Jaivas actief is. Zijn jongste zoon is de Amsterdamse regisseur en scenarist Erasmo de la Parra.